# Vietnam
El Vietnam (nom complet República Socialista del Vietnam) és un país de l'Àsia sud-oriental, a Indoxina. La seva capital és Hanoi. Té frontera amb la Xina, Laos, Cambodja i el golf de Tonquín.

## Història
El 258 aC An Duong Vuong fundà el Regne d'Au Lac, al Vietnam del Nord, però va ser derrotat per un general xinès el 208 aC, qui prengué el control del país en nom de la Xina. En caure la dinastia Quin, però (substituïda per la Han), el general adoptà el nom de Trieu Da i es va proclamar rei de Nam Viet.
La família de Trieu Da governà del 196 al 111 aC, quan el país va ser ocupat pels xinesos i convertit en la prefectura de Giao Chi.
- Vu Vuong 196-137 aC
- Van Vuong 137-125 aC
- Minh Vuong 125-113 aC
- Ap Vuong 113-111 aC
- Duong Vuong 111 aC

L'any 40 es van revoltar els vietnamites sota la direcció de les germanes Trung (Trung Trac i Trung Nhi). Derrotades, es van suïcidar l'any 42. La dominació xinesa (el país es va dir An Nam) continuà fins al 939, quan Ngo Quyen derrotà els xinesos al riu Bach Dang. La dinastia Lý anterior governà el Vietnam del 544 al 602 i tenia capital a Long Biên (a l'actual Hanoi) fins ser reconquerida per la dinastia Sui. Fins al 944, Ngo va governar, però després va venir el desgovern, que va durar fins al 968, amb successors dèbils enfrontats als dotze caps militars que formaven la dinastia Ngo. Des de llavors el país fou conegut com a Dai Viet.
- Ngo Quyen 939-944
- Duong Tam Kha 944-951
- Xuong Ngap 951-954
- Xuong Van 951-965

El 968 Dinh Bo Linh va establir la dinastia Dinh, fins al 979. La dinastia Le es va establir aleshores (981) i va durar fins al 1009.
- Dinh Tiên Hoàng (Dinh Bo Linh) 968-979
- Dinh De Toan 979-981
- Le Hoan 981-1005
- Trung Ton 1005-1009

El 1010 s'hi establí la dinastia Ly per part de Lý Công Uẩn, que després va tenir el nom de Ly Thai To.
- Ly Thai To 1010-1028
- Ly Thai Ton 1028-1054
- Ly Thanh Ton I 1054-1072
- Ly Nhan Ton 1072-1127
- Ly Thanh Ton II 1127-1138
- Ly Cao Ton 1175-1210
- Ly Hue Ton 1210-1224
- Ly Chieu Hoang 1224-1225

La dinastia Tran es va establir el 1225 i va tenir dotze reis.
- Tran Thai Ton 1225-1258
- Tran Thanh Ton 1258-1277
- Tran Nhan Ton 1278-1293
- Tran Anh Ton 1293-1314
- Tran Minh Ton 1314-1329
- Tran Hien Ton 1329-1341
- Tran Du Ton 1341-1369
- Tran Nghe Ton 1370-1372
- Tran Due Ton 1372-1377
- Tran De Hien 1377-1388
- Tran Thuan Ton 1372-1398
- Tran Thieu De 1398-1400

Després de la campanya dels mongols al Yunnan (1253) amb la conquesta de Nan Chao, el general mongol Uriyangqatai va sortir d'aquesta regió i atacà el 1257 el Regne d'Anam que llavors tenia per capital Hanoi. Va baixar des del Yunnan fins a la plana de Tonquín i saquejà Hanoi el desembre del 1257. El rei d'Anam Tran Thai Ton (Tranh Tai Tong) va jurar vassallatge al mongol poc després (març del 1258).
El 1400 va pujar al poder la dinastia Ho, que només va durar 7 anys.
- Le Qui Ly 1400-1401
- Han Thuong (fill de Le Qui Li) 1401-1407

El 1407 els xinesos van imposar el seu domini i van col·locar dos reis de la dinastia Ming, i després governadors.
- Gian Dinh De 1407-1409
- Hau Tran 1409-1413
- Governadors 1413-1428

L'anomenada segona dinastia Lê va restablir la independència el 1428.

Nam tien (1069-1757) (en anglès)

- Le Thai To 1428-1433
- Le Thai Ton 1433-1442
- Le Nhan Ton 1442-1459
- Le Thanh Ton 1460-1497
- Le Hien Ton 1497-1504
- Le Uy Muc 1504-1509
- Le Tuong Duc 1509-1516
- Le Thieu Ton 1516-1522
- Le Cung Hoang 1522-1527

### Conflictes de dinasties fins al1802

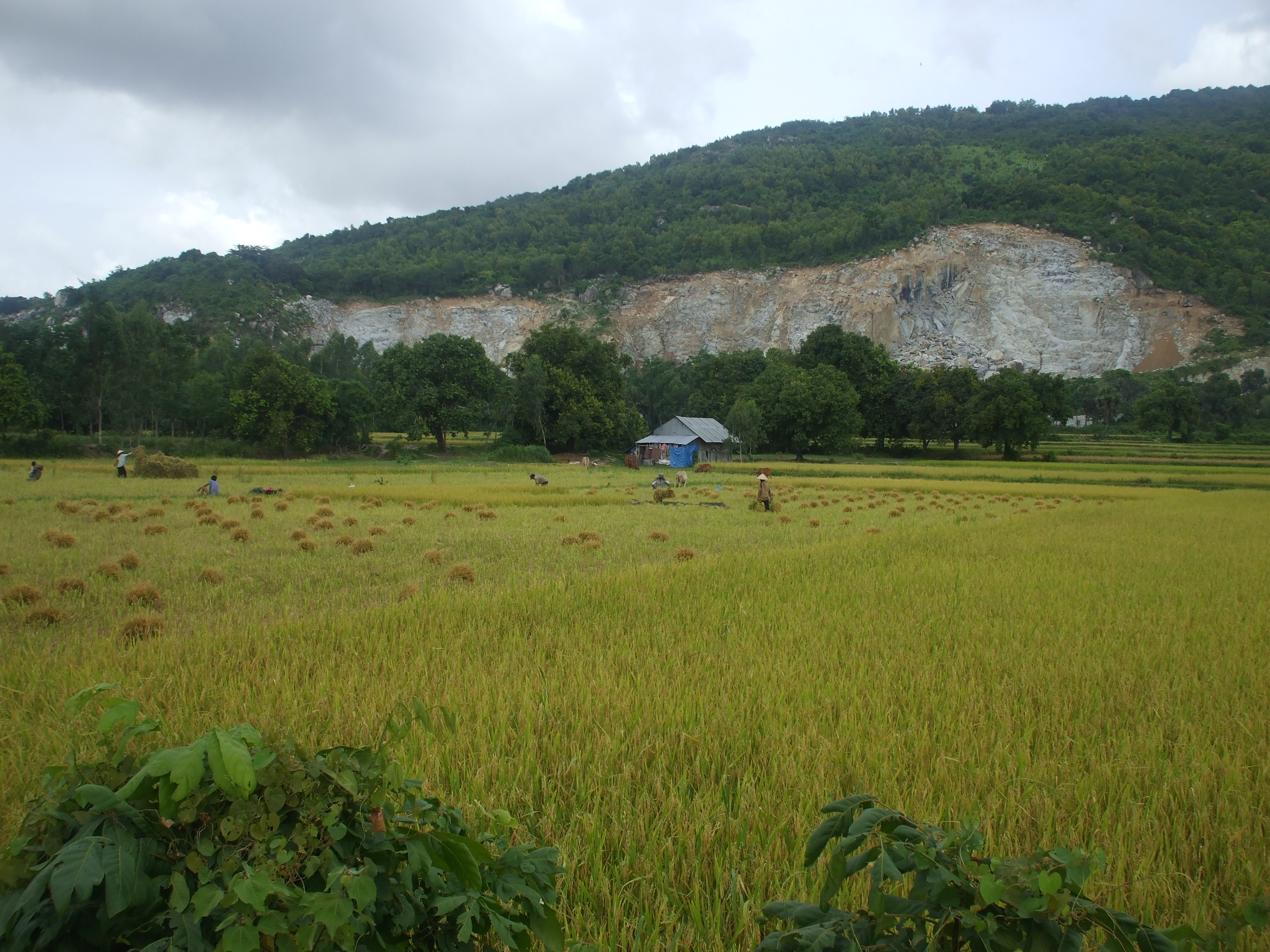
Camp d'arròs a la província d'An Giang.

El 1527 Mạc Dang Dung va prendre el poder al nord i va establir-hi la dinastia Mac, que des del 1533 va haver de compartir el poder amb la dinastia de senyors Trịnh, que finalment van assumir tot el poder el 1677.
- Mạc Đăng Dung 1527-1532
- interregne 1532-1533
- Dinastia Mạc de Tonkín 1533-1592
- Dinastia Mạc de Caobang 1592-1677
- Dinastia Trinh 1533-1772

Cap a les darreries de la dinastia Lê, el Vietnam va sofrir conflictes civils, primer amb el suport que els xinesos van donar a la dinastia Mạc, que va desafiar el poder de la dinastia Lê. Després la dinastia Mạc va ser derrotada i l'anterior restaurada, però va perdre molt de poder. Llavors el poder fou dividit entre els senyors Trịnh al nord i els senyors Nguyễn al sud, la qual cosa va portar al país a un nou conflicte: la Guerra Civil Trịnh-Nguyễn (1627-1673). La guerra acabà quan els germans Tây Sơn els van derrotar a ambdós i van establir una nova dinastia, el 1778. No obstant això, el seu govern no durà i el 1802 van ser derrotats pels romanents dels senyors Nguyễn amb l'ajut dels francesos, els quals van establir la dinastia Nguyễn.
- Nguyễn Kim 1533-1545
- Guerra civil 1545-1558
- Hoang 1558-1613
- Phuc Nguyen 1613-1635
- Phuc Lan 1635-1648
- Phuc Tan 1648-1687
- Phuc Tran 1687-1691
- Phuc Chu I 1691-1725
- Phuc Chu II 1725-1738
- Phuc Khoat 1738-1765
- Phuc Thuan 1765-1777
- Nguyen Anh 1777-1802 (des del 1802 emperador Gia Long)

### Domini francès (1802-1945)
El 1802 el país va ser reanomenat Viet Nam, encara que després va canviar a Nam Viet; al final va prevaldre la denominació Viet Nam. Des d'aquell any, la dinastia Nguyễn (d'una branca col·lateral) es converteix en dinastia imperial i durarà fins al 1954, quan els comunistes van guanyar la guerra a França.
La independència del Vietnam acabà a mitjan segle xix quan el país fou envaït per l'Imperi colonial francès. L'administració francesa imposà significatius canvis polítics i culturals a la societat vietnamita. Es va imposar un sistema d'educació moderna occidental, el cristianisme i es desenvolupà el cultiu de tabac, te i cafè. Els francesos van ignorar les constants demandes a favor de la independència i els drets civils, la qual cosa portà al ràpid sorgiment de moviments polítics nacionalistes, entre els quals van sorgir líders com Phan Boi Chau, Phan Chu Trinh, l'emperador Ham Nghi i Ho Chi Minh. Però els francesos van mantenir el domini de les seves colònies fins a la Segona Guerra Mundial, quan els japonesos van envair la península Indoxina. Els recursos naturals del Vietnam foren explotats pel Japó per a les seves campanyes militars a Birmània, Malàisia i l'Índia.
- Gia Long 1802-1820
- Minh Mang (Migmemouge) 1820-1841
- Thieu Tri 1841-1848
- Tu Duc 1848-1883
- Duc Duc 1883
- Hiep Hoa 1883
- Kien Phuoc 1883-1884
- Ham Nghi 1884-1885
- Dong Khanh (Dong Don) 1885-1889
- Thanh Thai 1885-1907
- Duy Tan 1907-1916
- Khai Dinh 1916-1925
- Bao-Dai 1925-1954

Abans de la rendició, els japonesos van crear al país un govern titella, l'Imperi del Vietnam, que va estar al poder des de l'11 de març fins al 23 d'agost de 1945. El seu governant fou l'emperador Bảo Đại. El 2 de setembre del 1945 Ho Chi Minh proclama la independència del Vietnam.

### Vietnam després de la independència (1945-actualitat)
La història després de la guerra és molt complexa, però, a grans trets, els comunistes es van rebel·lar i van guanyar la Guerra d'Indoxina el 1954, després de guanyar en la batalla de Dien Bien Phu, i se'ls va reconèixer el nord del país. El sud va quedar sota influència francesa. Es proclamà la república al sud i els estatunidencs van substituir els francesos, incomplint els acords de pau de la Conferència de Ginebra (subscrits per França, però no pels Estats Units). L'oposició fou reprimida però es va rebel·lar, ajudada per les forces del nord. Els revoltats van derrotar els americans i els seus protegits de la República del Vietnam del Sud el 1975 (Guerra del Vietnam), i van reunificar el país sota un règim comunista.

### Presidents de la república
Els presidents de la república del Vietnam han estat:
- República Democràtica del Vietnam (Vietnam del Nord, 1947-1976)
  - Hồ Chí Minh (2 de setembre de 1945 - 2 de setembre de 1969)
  - Tôn Đức Thắng (3 de setembre de 1969 - 2 de juliol de 1976) (actiu cap al 23 de setembre de 1969)
- República del Vietnam del Sud (1955-1976)
  - Ngô Dinh Diem (1955-1963)

- - Nguyen Van Thieu (1963-1975) fugit de Saigon el 1975, poc abans de l'ofensiva sobre la capital.
- República Socialista del Vietnam (Reunificat) (1976-1981)
  - Tôn Đức Thắng (2 de juliol de 1976 - 30 de març de 1980)
  - Nguyễn Hữu Thọ (30 de març de 1980 - 4 de juliol de 1981)
- Consell d'Estat de la República Socialista del Vietnam (1981-1992)
  - Trường Chinh (4 de juliol de 1981 - 18 de juny de 1987)
  - Võ Chí Công (18 de juny de 1987 - 22 de setembre de 1992)
- República Socialista del Vietnam (1992-present)
  - Lê Đức Anh (23 de setembre de 1992- 24 de setembre de 1997)
  - Trần Đức Lương (24 de setembre de 1997 - 27 de juny de 2006)
  - Nguyễn Minh Triết (27 de juny de 2006 - present)

## Política
El Vietnam és un país socialista amb règim de partit únic. Es va aprovar una nova constitució el 1992 que en substituïa l'anterior de 1975. El paper del Partit Comunista del Vietnam (Đảng Cộng Sản Việt Nam) va ser reafirmat en tots els òrgans del govern, en la política i en la societat.
El president és el cap d'estat i el comandant en cap de l'exèrcit. El cap de govern és el primer ministre, que presideix el Consell de ministres. L'Assemblea Nacional és unicameral, amb 498 membres.

## Organització politicoadministrativa

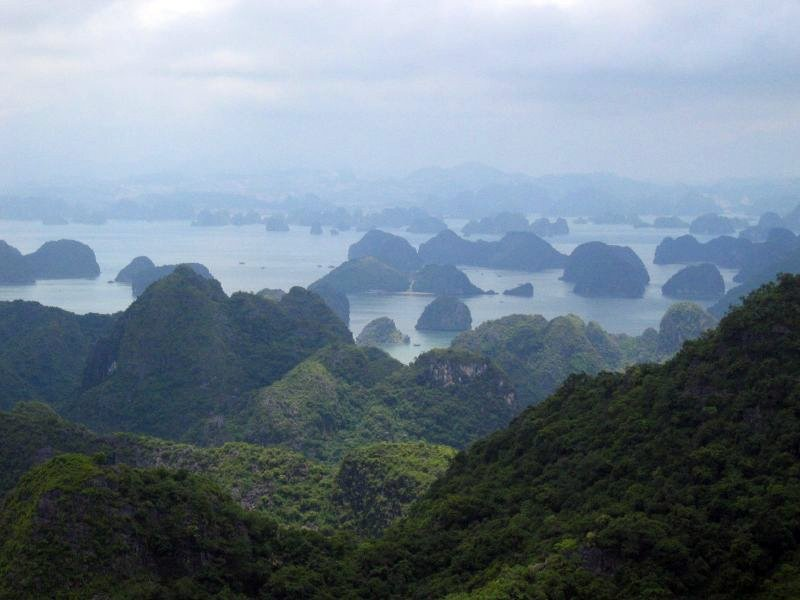
Badia de Ha Long, vista des del Parc Nacional de Cat Ba

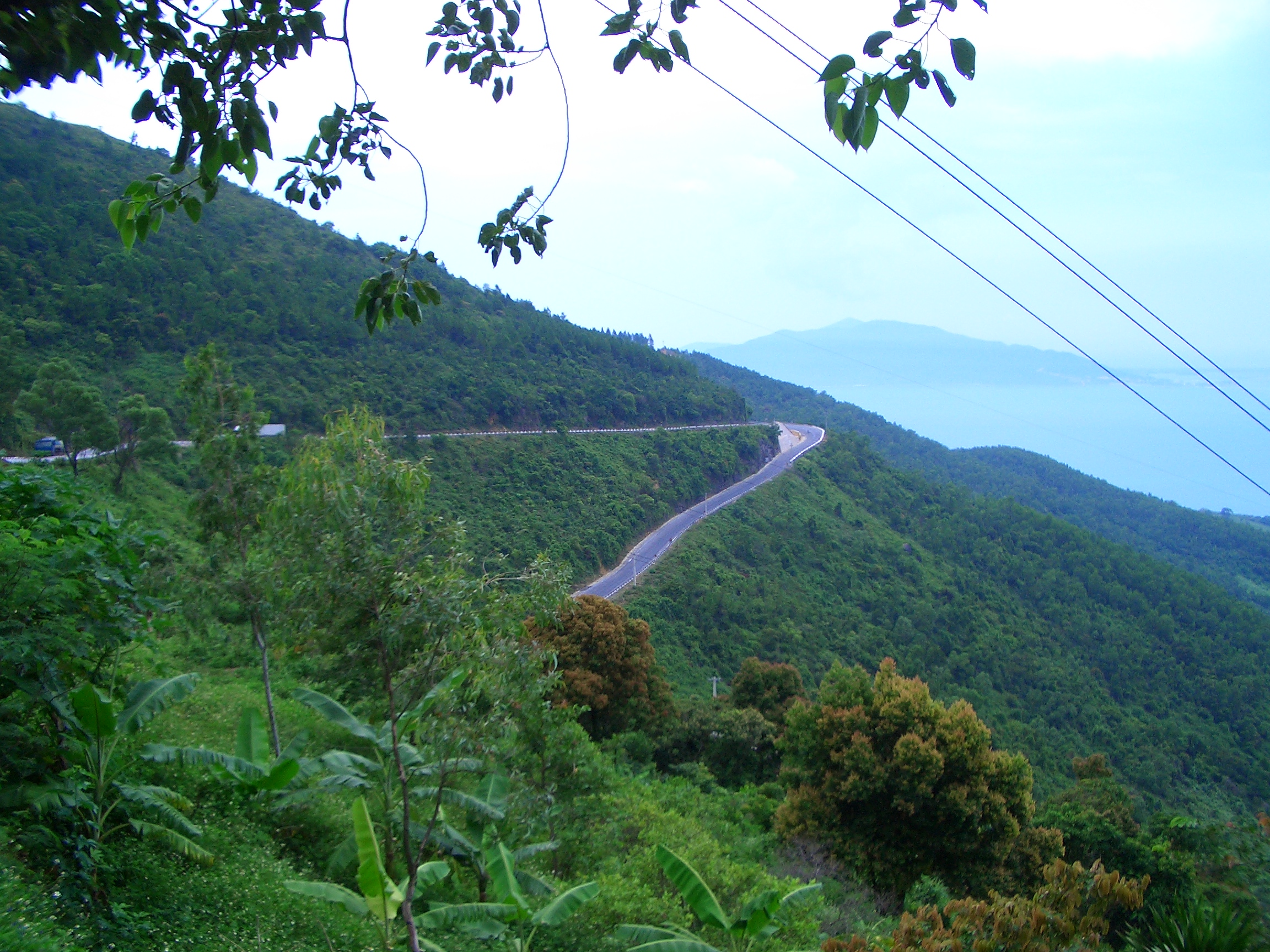
Pas de Hai Van

El Vietnam està organitzat en 58 províncies (conegudes en vietnamita com a tỉnh, del xinès 省, shěng). També hi ha 5 municipalitats centrals controlades, que existeixen al mateix nivell que les províncies (thành phố trực thuộc trung ương).
Les províncies, a la vegada, se subdivideixen en municipalitats provincials (thành phố trực thuộc tỉnh)), comuns (thị xã) i comtats (huyện) i, alhora, subdividits en viles (thị trấn) o comunes (xã).
Les municipalitats centrals controlades se subdivideixen en districtes (quận) i comtats, i en entitats locals menors (phường).
La taula següent conté algunes dades de les províncies del Vietnam:
| Nom                                | Capital                            | Població (1 juliol 2006) | Àrea (1 gener 2006) | Regió                                |
| ---------------------------------- | ---------------------------------- | ------------------------ | ------------------- | ------------------------------------ |
| Bắc Ninh                           | Bắc Ninh                           | 1.009.800                | 823,1 km²           | Hà Nội Kinh-Dong Bang Song Hong      |
| Hà Nam                             | Phủ Lý                             | 826.600                  | 859,7 km²           | Hà Nội Kinh-Dong Bang Song Hong      |
| Hải Dương                          | Hải Dương                          | 1.722.500                | 1.652,8 km²         | Hà Nội Kinh-Dong Bang Song Hong      |
| Hưng Yên                           | Hưng Yên                           | 1.142.700                | 923,5 km²           | Hà Nội Kinh-Dong Bang Song Hong      |
| Nam Định                           | Nam Định                           | 1.974.300                | 1.650,8 km²         | Hà Nội Kinh-Dong Bang Song Hong      |
| Ninh Bình                          | Ninh Bình                          | 922.600                  | 1.392,4 km²         | Hà Nội Kinh-Dong Bang Song Hong      |
| Thái Bình                          | Thái Bình                          | 1.865.400                | 1.546,5 km²         | Hà Nội Kinh-Dong Bang Song Hong      |
| Vĩnh Phúc                          | Vĩnh Yên                           | 1.180.400                | 1.373,2 km²         | Hà Nội Kinh-Dong Bang Song Hong      |
| Hà Nội (municipalitat)             | Hà Nội (municipalitat)             | 5.760.200                | 3.119 km²           | Hà Nội Kinh-Dong Bang Song Hong      |
| Hải Phòng (municipalitat)          | Hải Phòng (municipalitat)          | 1.803.400                | 1.520,7 km²         | Hà Nội Kinh-Dong Bang Song Hong      |
| Hà Tĩnh                            | Hà Tĩnh                            | 1.306.400                | 6.026,5 km²         | Bắc Trung Bộ                         |
| Nghệ An                            | Vinh                               | 3.064.300                | 16.498,5 km²        | Bắc Trung Bộ                         |
| Quảng Bình                         | Đồng Hới                           | 847.900                  | 8.065,3 km²         | Bắc Trung Bộ                         |
| Quảng Trị                          | Đông Hà                            | 625.800                  | 4.760,1 km²         | Bắc Trung Bộ                         |
| Thanh Hoá                          | Thanh Hoá                          | 3.680.400                | 11.136,3 km²        | Bắc Trung Bộ                         |
| Thừa Thiên-Huế                     | Huế                                | 1.143.500                | 5.065,3 km²         | Bắc Trung Bộ                         |
| Bắc Giang                          | Bắc Giang                          | 1.594.300                | 3.827,4 km²         | Dong Bac                             |
| Bắc Kạn                            | Bắc Kạn                            | 301.500                  | 4.868,4 km²         | Dong Bac                             |
| Cao Bằng                           | Cao Bằng                           | 518.900                  | 6.724,6 km²         | Dong Bac                             |
| Hà Giang                           | Hà Giang                           | 683.500                  | 7.945,8 km²         | Dong Bac                             |
| Lạng Sơn                           | Lạng Sơn                           | 746.400                  | 8.331,2 km²         | Dong Bac                             |
| Lào Cai                            | Lào Cai                            | 585.800                  | 6.383,9 km²         | Dong Bac                             |
| Phú Thọ                            | Việt Trì                           | 1.336.600                | 3.528,4 km²         | Dong Bac                             |
| Quảng Ninh                         | Hạ Long                            | 1.091.300                | 6.099 km²           | Dong Bac                             |
| Thái Nguyên                        | Thái Nguyên                        | 1.127.200                | 3.546,6 km²         | Dong Bac                             |
| Tuyên Quang                        | Tuyên Quang                        | 723.300                  | 5.870,4 km²         | Dong Bac                             |
| Yên Bái                            | Yên Bái                            | 740.700                  | 6.899,5 km²         | Dong Bac                             |
| Điện Biên                          | Điện Biên                          | 459.100                  | 9.562,5 km²         | Tây Bắc                              |
| Hoà Bình                           | Hoà Bình                           | 820.400                  | 4.684,2 km²         | Tây Bắc                              |
| Lai Châu                           | Lai Châu                           | 319.900                  | 9.112,3 km²         | Tây Bắc                              |
| Sơn La                             | Sơn La                             | 1.007.500                | 14.174,4 km²        | Tây Bắc                              |
| Daklak                             | Buôn Ma Thuột                      | 1.737.600                | 13.139,2 km²        | Tây Nguyên                           |
| Dak Nông                           | Gia Nghĩa                          | 407.300                  | 6.516,9 km²         | Tây Nguyên                           |
| Gia Lai                            | Pleiku                             | 1.161.700                | 15.536,9 km²        | Tây Nguyên                           |
| Kontum                             | Kontum                             | 383.100                  | 9.690,5 km²         | Tây Nguyên                           |
| Lâm Đồng                           | Đà Lạt                             | 1.179.200                | 9.776,1 km²         | Tây Nguyên                           |
| Bình Định                          | Quy Nhơn                           | 1.566.300                | 6.039,6 km²         | Nam Trung Bộ                         |
| Khánh Hòa                          | Nha Trang                          | 1.135.000                | 5.217,6 km²         | Nam Trung Bộ                         |
| Phú Yên                            | Tuy Hòa                            | 873.300                  | 5.060,6 km²         | Nam Trung Bộ                         |
| Quảng Nam                          | Tam Kỳ                             | 1,472,700                | 10,438.3 km²        | Nam Trung Bộ                         |
| Quảng Ngãi                         | Quảng Ngãi                         | 1,295,600                | 5,152.7 km²         | Nam Trung Bộ                         |
| Đà Nẵng (municipalitat)            | Đà Nẵng (municipalitat)            | 788,500                  | 1,257.3 km²         | Nam Trung Bộ                         |
| Bà Rịa-Vũng Tàu                    | Vũng Tàu                           | 926,300                  | 1,989.6 km²         | Dong Nam Bo                          |
| Bình Dương                         | Thủ Dầu Một                        | 964,000                  | 2,696.2 km²         | Dong Nam Bo                          |
| Bình Phước                         | Đồng Xoài                          | 809,500                  | 6,883.4 km²         | Dong Nam Bo                          |
| Bình Thuận                         | Phan Thiết                         | 1,163,700                | 7,836.9 km²         | Dong Nam Bo                          |
| Đồng Nai                           | Biên Hòa                           | 2,214,800                | 5,903.9 km²         | Dong Nam Bo                          |
| Ninh Thuận                         | Phan Rang-Tháp Chàm                | 567,900                  | 3,363.1 km²         | Dong Nam Bo                          |
| Tây Ninh                           | Tây Ninh                           | 1,047,100                | 4,035.9 km²         | Dong Nam Bo                          |
| Ciutat Hồ Chí Minh (municipalitat) | Ciutat Hồ Chí Minh (municipalitat) | 6,105,800                | 2,098.7 km²         | Dong Nam Bo                          |
| An Giang                           | Long Xuyên                         | 2,210,400                | 3,536.8 km²         | Tây Nam Bo – Đồng Bằng Sông Cửu Long |
| Bạc Liêu                           | Bạc Liêu                           | 820,100                  | 2,584.1 km²         | Tây Nam Bo – Đồng Bằng Sông Cửu Long |
| Bến Tre                            | Bến Tre                            | 1,353,300                | 2,360.2 km²         | Tây Nam Bo – Đồng Bằng Sông Cửu Long |
| Cà Mau                             | Cà Mau                             | 1,232,000                | 5,331.7 km²         | Tây Nam Bo – Đồng Bằng Sông Cửu Long |
| Đồng Tháp                          | Cao Lãnh                           | 1,667,800                | 3,376.4 km²         | Tây Nam Bo – Đồng Bằng Sông Cửu Long |
| Hậu Giang                          | Vị Thanh                           | 796,900                  | 1,601.1 km²         | Tây Nam Bo – Đồng Bằng Sông Cửu Long |
| Kiên Giang                         | Rạch Giá                           | 1,684,600                | 6,348.3 km²         | Tây Nam Bo – Đồng Bằng Sông Cửu Long |
| Long An                            | Tân An                             | 1,423,100                | 4,493.8 km²         | Tây Nam Bo – Đồng Bằng Sông Cửu Long |
| Sóc Trăng                          | Sóc Trăng                          | 1,276,200                | 3,312.3 km²         | Tây Nam Bo – Đồng Bằng Sông Cửu Long |
| Tiền Giang                         | Mỹ Tho                             | 1,717,400                | 2,484.2 km²         | Tây Nam Bo – Đồng Bằng Sông Cửu Long |
| Trà Vinh                           | Trà Vinh                           | 1,036,800                | 2,295.1 km²         | Tây Nam Bo – Đồng Bằng Sông Cửu Long |
| Vĩnh Long                          | Vĩnh Long                          | 1,057,000                | 1,479.1 km²         | Tây Nam Bo – Đồng Bằng Sông Cửu Long |
| Cần Thơ (municipalitat)            | Cần Thơ (municipalitat)            | 1.139.900                | 1.401,6 km²         | Tây Nam Bo – Đồng Bằng Sông Cửu Long |

## Geografia

Mapa del Vietnam

El Vietnam té una extensió d'uns 331.688 km² (lleugerament més petit que Alemanya). El sistema topogràfic consisteix en pujols i muntanyes densament poblades d'arbres que cobreixen un 20% del territori. Un 40% del territori és muntanyenc i els boscos ocupen un 75% de la superfície. La muntanya de Fansipan és la més alta del Vietnam (3.143 m).
El clima és tropical i monsònic; la humitat és d'un 84% de mitjana durant l'any. La precipitació anual varia entre 1.200 i 3.000 mm, i les temperatures oscil·len entre 5°C i 37°C.

## Economia

### Producte intern
El poder adquisitiu de la població ha augmentat notablement. La raó d'aquest fet radica en els alts preus de les propietats. A Hanoi, la capital, els preus dels immobles poden ser tan alts com a Tòquio o Nova York; es tracta d'un fet sorprenent, ja que el PIB per capita és d'uns 1.000 dòlars a l'any. Aquests preus també han augmentat gràcies en part a la corrupció i al suborn per part de molts oficials governamentals.

### Aeroports del Vietnam
- Aeroport Internacional de Tan Son Nhat
- Aeroport Internacional de Long Thanh
- Aeroport Internacional de Cam Ranh
- Aeroport Internacional de Da Nang
- Aeroport de Phù Cát
- Aeroport de Pleiku
- Aeroport de Chu Lai

L'economia del Vietnam és considerada com una de les noves economies emergents al món, amb un grup de països agrupats amb el nom de CIVETS.

## Ecologia i biodiversitat
El Vietnam té dos patrimonis naturals: la badia de Ha Long i el Parc Nacional de Phong Nha – Kẻ Bàng, i sis reserves de la biosfera, incloent-hi el bosc de manglars de Can Gio, Cat Tien, Cat Ba, U Minh Thuong, el delta del riu Roig i el Nghe An Occidental.

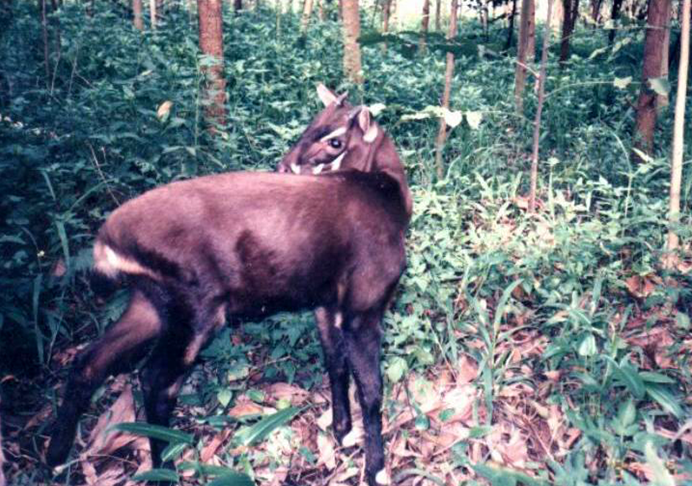
La saola, un dels mamífers més rars del món, és originari del Vietnam

El Vietnam es troba a la zona Indomalaia. D'acord amb el capítol 1 de l'Informe Nacional del Medi ambient de 2005: "La biodiversitat és competència de l'Agència de Protecció del Medi Ambient del Vietnam"; en termes de biodiversitat el Vietnam és un dels 25 països que es considera que tenen un nivell excepcionalment alt de la biodiversitat, i ocupa el lloc 16 en diversitat biològica de tot el món, amb el 16% de les espècies del món. S'han estat identificat 15.986 espècies de flora, de les quals el 10% són endèmiques, mentre que la seva fauna inclou 307 nematodes, 200 oligoquets, 145 àcars, 113 col·lèmbols, 7.750 insectes, 260 rèptils, 120 amfibis, 840 aus i 310 mamífers, dels quals 100 aus i 78 mamífers són endèmiques.
A més, el Vietnam és la llar de 1.438 espècies de microalgues d'aigua dolça, i constitueix el 9,6% de totes les espècies de microalgues, així com 794 invertebrats aquàtics i 2.458 espècies de peixos de mar. Als últims anys, 13 gèneres, 222 espècies i 30 tàxons de la flora s'han descrit recentment al Vietnam. El 1980, una petita població de rinoceronts de Java es trobà al parc Nacional Cat Tien. No obstant això, l'últim individu de l'espècie al Vietnam fou mort a trets el 2010.
En la diversitat genètica agrícola, el Vietnam és un dels dotze centres de conreu original del món. El Banc Nacional de Gens de Conreu del Vietnam és la reserva de 12.300 varietats de 115 espècies. El govern vietnamita va gastar 49,07 milions de dòlars en la conservació de la biodiversitat només el 2004, i ha establert 126 àrees de conservació, incloent-hi 28 parcs nacionals.

## Demografia

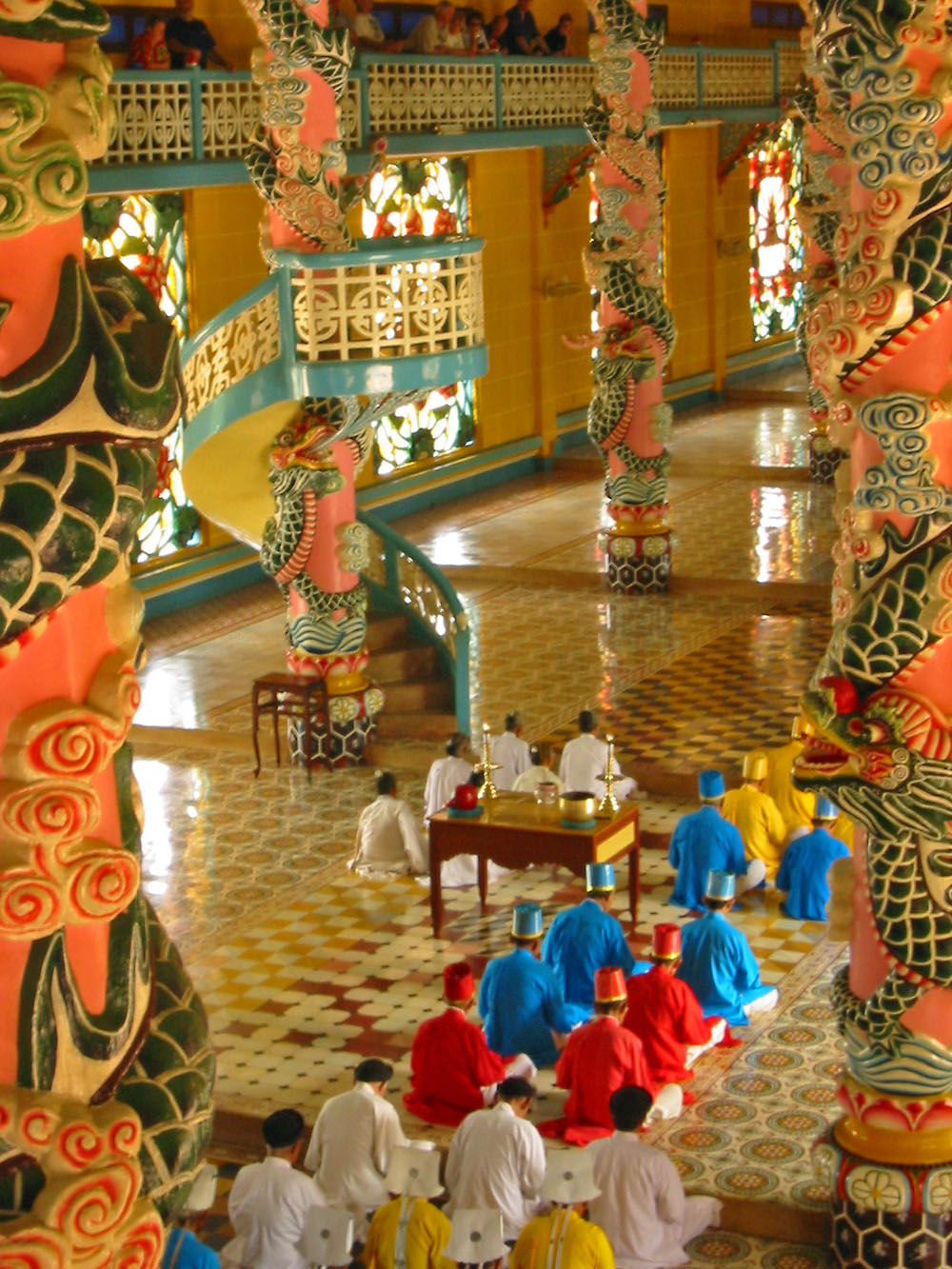
Temple de Cao Dai

L'any 2019 el Vietnam tenia 97.582.700 habitants i era el 15è país més poblat del món. La densitat de població d'aquell mateix any era de 295 hab/km², el 29è dels estats del món.
L'esperança de vida és de 75 anys. El 95,8% de la població està alfabetitzada. La mitjana de fills per dona és de 2,09, el 5è menor del sud-est asiàtic.
Des del 1958 la taxa de natalitat s'ha anat reduint, amb una baixada molt accentuada des del 1958 (42,7/1000) fins a principis dels 2000 (17,77/1000), i una reducció més suau als darrers anys, situant-se el 2020 en un 16,75/1.000. La taxa de mortalitat es troba en un escàs 6,18%, no obstant això, la taxa de mortalitat infantil es dispara fins a un 23,61/1000. La taxa neta d'emigració és negativa, -0.39 emigrants/1000 i la taxa de creixement poblacional és del 0,99%. S'estima que el ritme de creixement de la població serà nul abans de l'any 2020.
L'ètnia kihn representa el 87% de la població i és la principal ètnia habitant de les ciutats i de les terres planes, deixant a la resta de grups el predomini de les àrees muntanyoses.
El cinquanta per cent dels que viuen al país tenen menys de vint-i-cinc anys i l'edat mitjana de la població és de 26,9 anys.
Evolució demogràfica
- 1900 = 13,5 milions.
- 1939 = 20,3 milions.
- 1954 = 30,5 milions.
- 1968 = 40,1 milions.
- 1975 = 46,6 milions.
- 1989 = 64,8 milions.
- 1994 = 72,5 milions.
- 2000 = 80,0 milions.
- 2019 = 96,2 milions

## Turisme
Té una superfície de 341.690 km². Un país molt acollidor i amb paisatges magnífics, Vietnam ha sabut preservar la seva cultura i patrimoni malgrat una història difícil. Vietnam és una terra de grans paisatges, des de terrasses d'arròs i exuberants muntanyes boscoses al nord fins a pintoresques valls de les terres altes centrals i del fèrtil delta i belles platges del sud. Inclou ciutats modernes en plena expansió, ciutats colonials, pobles tradicionals, jaciments arqueològics i illes.

## Cultura

### Llengua
L'idioma oficial és el vietnamita, però també hi són comuns el xinès, el francès, l'anglès (es troba en expansió) i nombroses llengües de les tribus de les muntanyes.

### Gastronomia

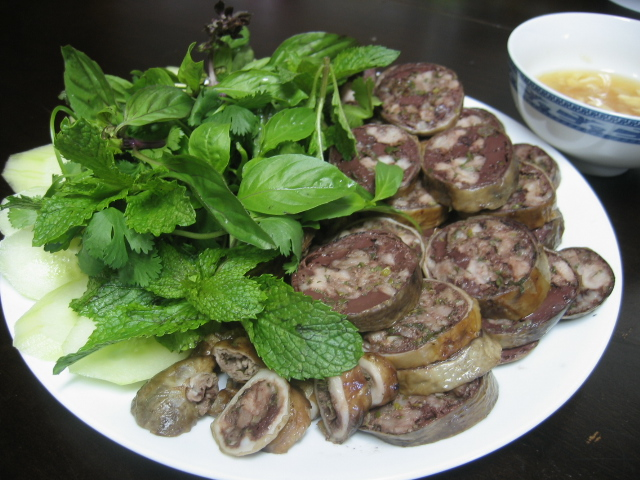
Dồi, una mena de botifarra vietnamita

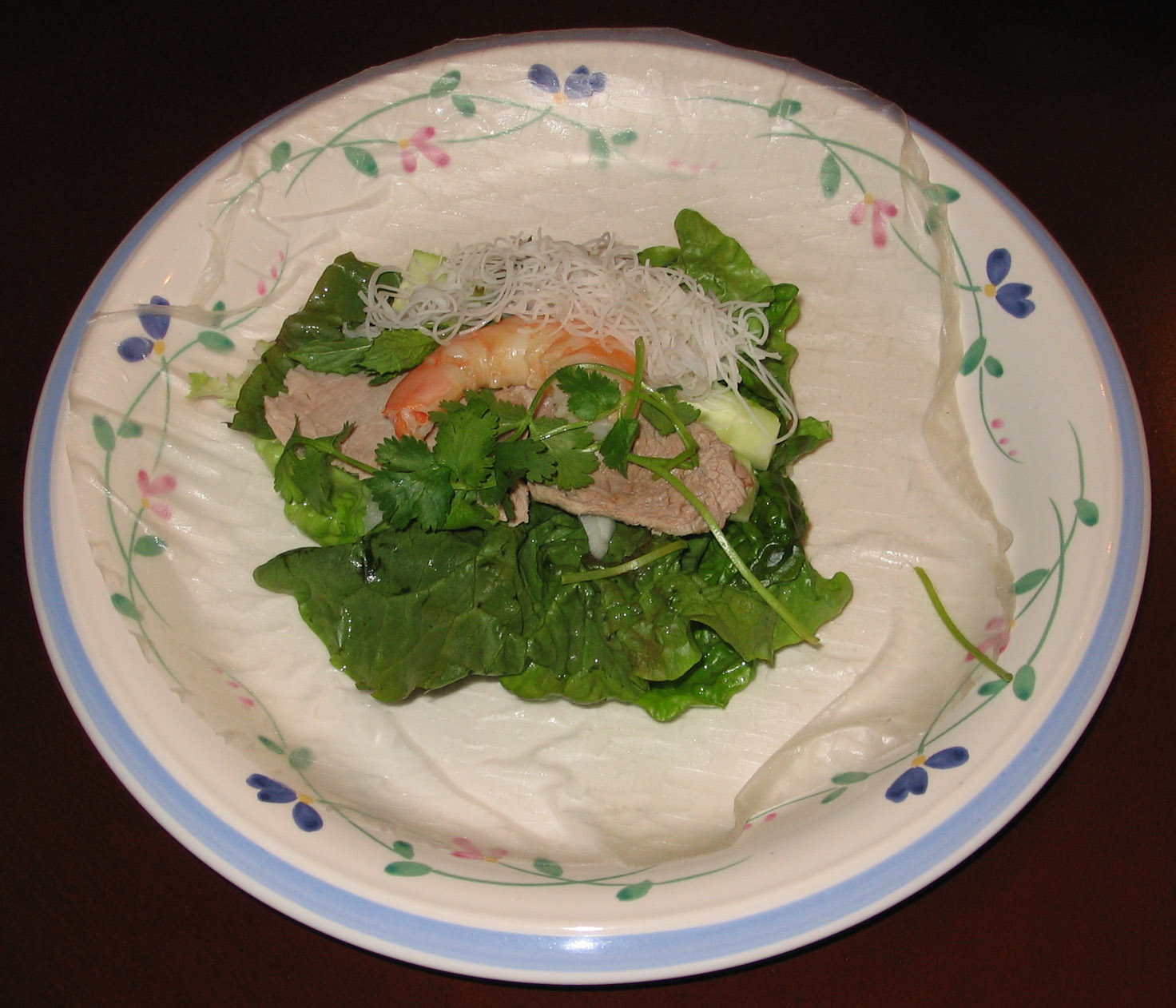
El Gỏi Cuốn abans d'embolicar

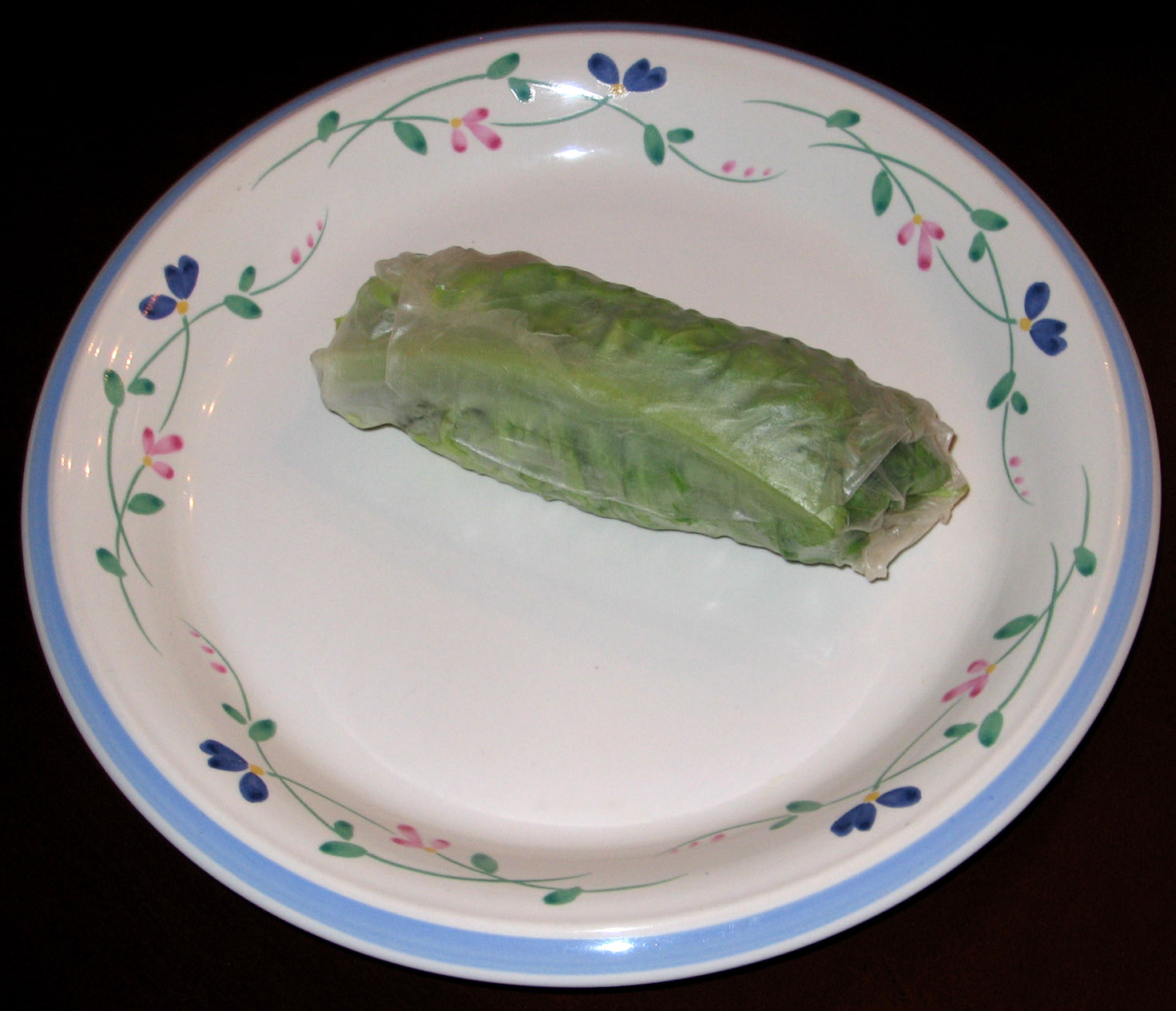
Gỏi Cuốn embolicat i llest per menjar

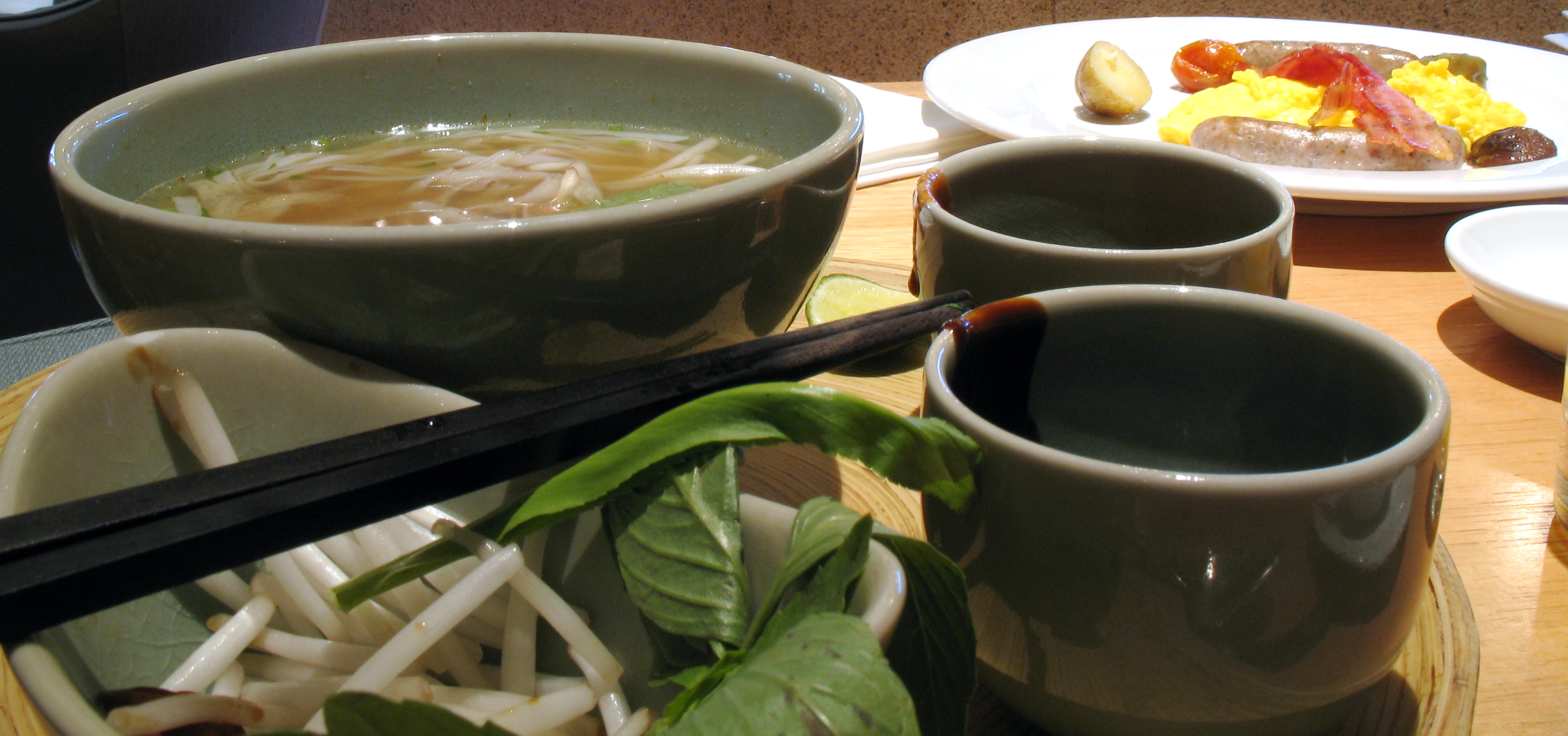
Un bon esmorzar vietnamita

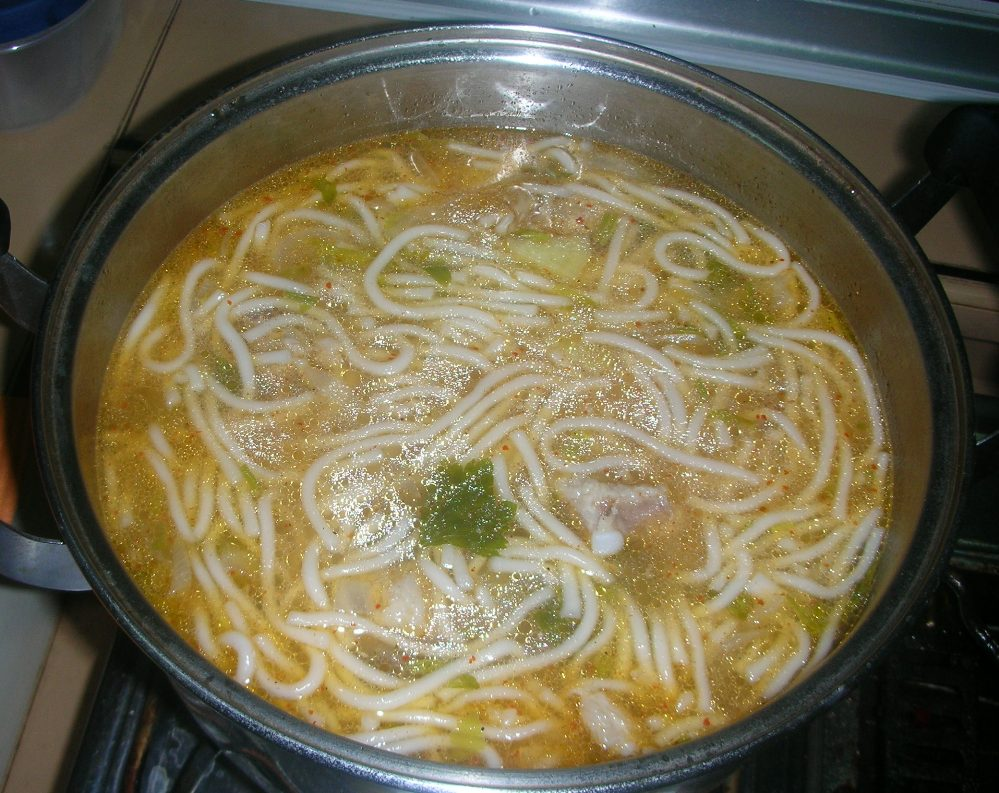
Sopa clara de fideus vietnamita amb costella de porc i api

La cuina del Vietnam, com totes les cuines de la zona, és rica i variada, amb plats que van des dels més refinats fins als més senzills. És una cuina sana que fa servir pocs greixos i una gran varietat de verdures.
El Gỏi Cuốn és una forma de menjar típica del Vietnam. Consisteix a combinar una sèrie d'ingredients: gamba, peix o trossos de salsitxa, amb trossets de mango verd, all, pebrot picant verd, embolicats en fulles verdes. Els mateixos ingredients es poden també embolicar en seccions de pasta molt fina, gairebé transparent, preparant uns rotllets amb els ingredients. Aquests rotllets normalment es van menjant a mesura que es van fent, però també es poden servir ja preparats.
Són molt comunes com a plat diari les diverses sopes de fideus. Hi ha un tipus de fideu vietnamita que és molt gruixut i que es menja en sopes clares amb trossos de porc i verdures. Sovint les sopes de fideus es mengen per esmorzar.
Hi ha també una gran varietat de plats a base d'arròs. S'acompanyen sovint amb peix i amb marisc, com el cranc i les gambes, o bé amb preparacions a base de porc.
Hi ha molts peixos que tenen un paper important en la cuina del Vietnam: poden ser de riu, car Vietnam té moltes conques fluvials, estanys i aiguamolls, o bé marins, a causa de la llarga costa de l'est del país.
És molt típica de la cuina vietnamita la salsa nước mắm, feta amb anxoves locals, que es fa servir per condimentar molts plats. Les anxoves per fer aquesta salsa provenen generalment de l'illa de Phú Quốc, que també és famosa pel pebre negre.
Hi ha plats de la cuina xinesa i francesa que formen part de la cuina vietnamita a causa de les influències històriques i culturals de la Xina i de França. Per exemple, al Vietnam també és costum, com a Laos, menjar entrepans fets amb pa de baguet.

### Tradicions
Els Áo dài són els vestits tradicionals femenins del Vietnam.